# آن ناكاهارا
آن ناكاهارا (باليابانية: 中原杏؛ بالكانا: なかはら あん) هي مانغاكا يابانية، ولدت في 8 فبراير 1969 في أوكاياما في اليابان.

## وصلات خارجية
- الموقع الرسمي
- آن ناكاهارا على موقع ميوزك برينز (الإنجليزية)
- آن ناكاهارا على موقع ديسكوغز (الإنجليزية)